# Steven Toyloy
Steven Anthony Toyloy (West Palm Beach, 6 de outubro, de 1987 – 23 de fevereiro de 2025) foi um jogador de basquetebol dos Estados Unidos.

## Carreira
Jogou em clubes brasileiros como a Sociedade Esportiva Palmeiras e o Winner Limeira. Foi vice-campeão paraguaio e recebeu o prêmio de melhor jogador estrangeiro da competição. Toyloy defendeu outros clubes como o Istanbulspor e Paulistano. Em 2012–13, jogando pelo Paulistano, foi o sétimo em tocos e décimo primeiro em rebotes no Novo Basquete Brasil.
Toyloy morreu em 23 de fevereiro de 2025, aos 37 anos.